# V Arae
V Arae är en pulserande variabel av Mira Ceti-typ i stjärnbilden Altaret. 
Stjärnan varierar mellan visuell magnitud +10,0 och svagare än 14,3 med en period av 384,7 dygn.